# Incident la graniță
Incident la graniță (în engleză Borderline) este un film dramatic de acțiune american din 1980, regizat de Jerrold Freedman și cu Charles Bronson, Ed Harris și Bruno Kirby în rolurile principale.

## Distribuție
- Charles Bronson — agentul șef Jeb Maynard
- Wilford Brimley⁠(d) — agentul Scooter Jackson
- Bruno Kirby⁠(d) — agentul Jimmy Fantes
- Ed Harris — Hotchkiss
- Michael Lerner — Henry Lydell
- Bert Remsen⁠(d) — Carl Richards
- Kenneth McMillan⁠(d) — comisarul I&NS Malcolm Wallace
- Karmin Murcelo  — Elena Morales
- Norman Alden⁠(d) — agentul supervizor Willie Lambert
- John Ashton⁠(d) — agentul Charlie Monroe
- Charles Cyphers  — Ski
- Enrique Castillo⁠(d) — Arturo